# Небесные наездники (фильм, 1976)
«Небесные наездники» (англ. Sky Riders) — кинофильм.

## Сюжет
Жизнь Джима Маккейба текла ровно и спокойно, пока однажды его бывшую жену Эллен и детей не похитила в Афинах группировка левых экстремистов и спрятала их в одном из горных монастырей Греции. После неудачных попыток договориться с полицией об освобождении своей семьи, Джим решает сам вступить в схватку с террористами. В помощь себе он призывает группу дельтапланеристов, чтобы получить возможность добраться до вершины горы, где спрятаны заложники и расправиться с экстремистами.

## В ролях
- Джеймс Коберн — Джим Маккейб
- Сюзанна Йорк — Эллен Брэккен
- Роберт Калп
- Шарль Азнавур
- Гарри Эндрюс
- Джон Бек